# Herichthys cyanoguttatus
Cá hoàng đế Texas (Danh pháp khoa học: Herichthys cyanoguttatus) là một loài cá cảnh trong họ Cá hoàng đế có nguồn gốc từ Mỹ, có nguồn gốc từ sông Rio Grande ở Texas gần Brownsville và Đông Bắc Mexico.

## Đặc điểm
Cyanoguttatus Herichthys có thể phát triển được hơn mười inch và được phân biệt bởi tính chất đặc thù và nhu cầu của môi trường sống cụ thể. Chúng được biết đến với màu kem và xanh ngọc điểm của nó. Chúng được biết đến với hành vi sinh sản phức tạp của nó với thời gian chăm sóc của cha mẹ khá lâu. Những thói quen giao phối của loài cichlid được gắn liền với tính chất một vợ một chồng của cá.
Trước khi đẻ trứng, một cái tổ, thường bao gồm các loại đá trong nước sâu hơn 30 cm, được lựa chọn bởi cả cha mẹ và làm sạch. Sau khi có một lãnh thổ được chọn và làm sạch, những quả trứng được đẻ. Cá cái đẻ từ 1-5 trứng ở một thời gian. Con đực sau đó đi đến trứng và tiết ra một chất lỏng tinh trùng vào trứng. Quá trình này được lặp đi lặp lại cho đến khoảng 2.000 quả trứng đã được thụ tinh.
Trong giai đoạn ấp trứng, cả hai cha mẹ thay thế trong các nhiệm vụ của cha mẹ, dù con đực dành nhiều thời gian tuần tra lãnh thổ. Cá bột tạo thành một nhóm nhỏ từ từ di chuyển xung quanh lãnh thổ với cha mẹ chúng. Cả hai cha mẹ bảo vệ lãnh thổ này nhỏ chống lại những kẻ xâm nhập. 